# Sítios de São Roque do Faial
Este anexo contém a lista dos sítios e lugares da freguesia de São Roque do Faial, Município de Santana, Ilha da Madeira:
- Achada do Cedro Gordo
- Achada do Folhadal
- Achada do Pau Bastião
- Aguagem
- Balcões
- Banda da Terça
- Cancela
- Chão do Cedro Gordo
- Fajã do Cedro Gordo
- Ladeiras do Pau Bastião
- Lombo Grande
- Lombo dos Palheiros
- Mesa dos Ingleses
- Pico do Cedro Gordo
- Pico Queimado
- Redondo
- Ribeiro Frio
- Serradinho
- Terreiros